# 木蝴蝶
木蝴蝶（学名：Oroxylum indicum）是紫葳科木蝴蝶属的植物。

## 形态
大乔木；叶子对生，三至四回羽状复叶，长达1米；夏秋间开花，紫红色肉质钟状花冠，成总状花序；蒴果长约1米，木质果瓣；种子扁平，多数，周围有膜质的白色宽翅，形状如同蝶翅。

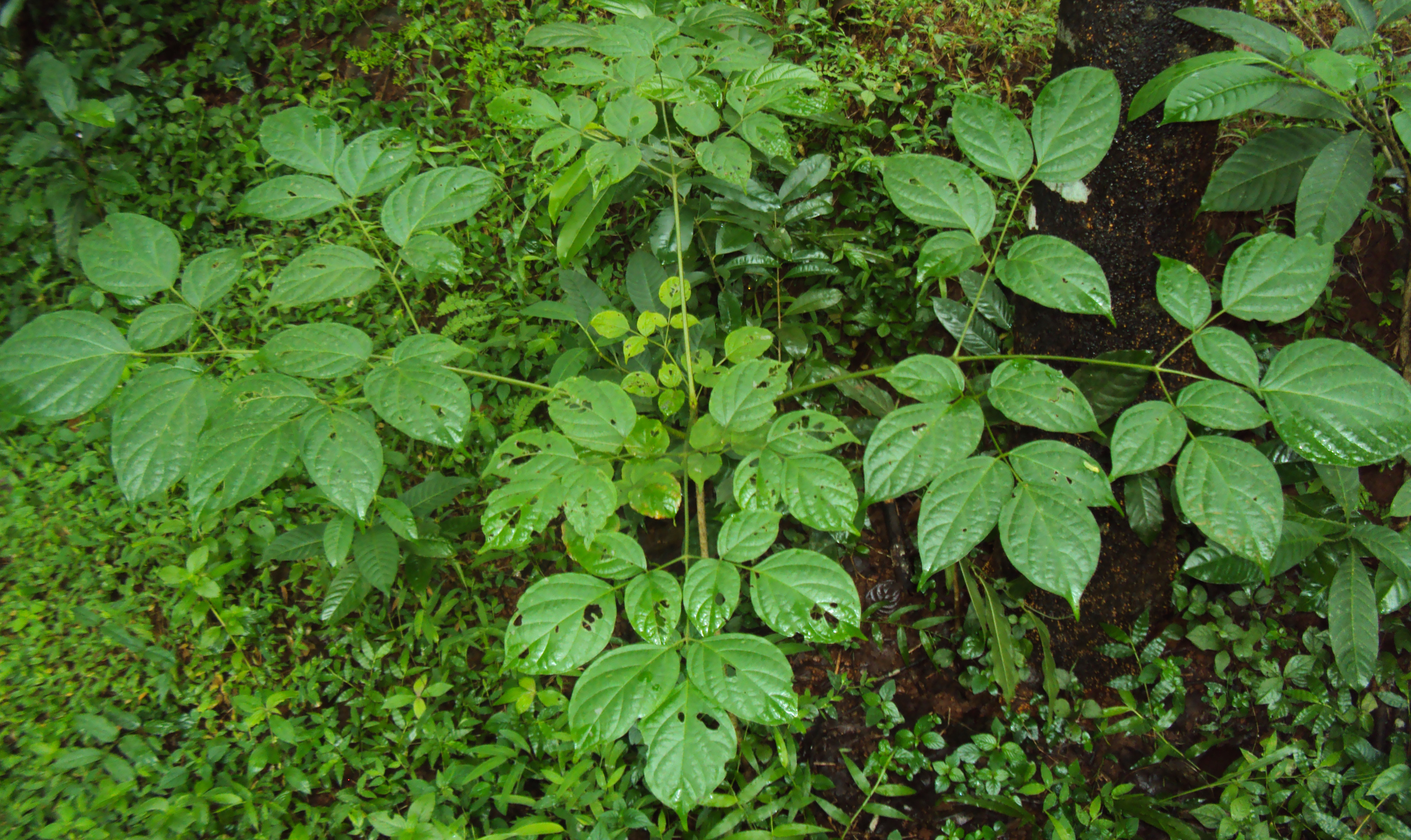
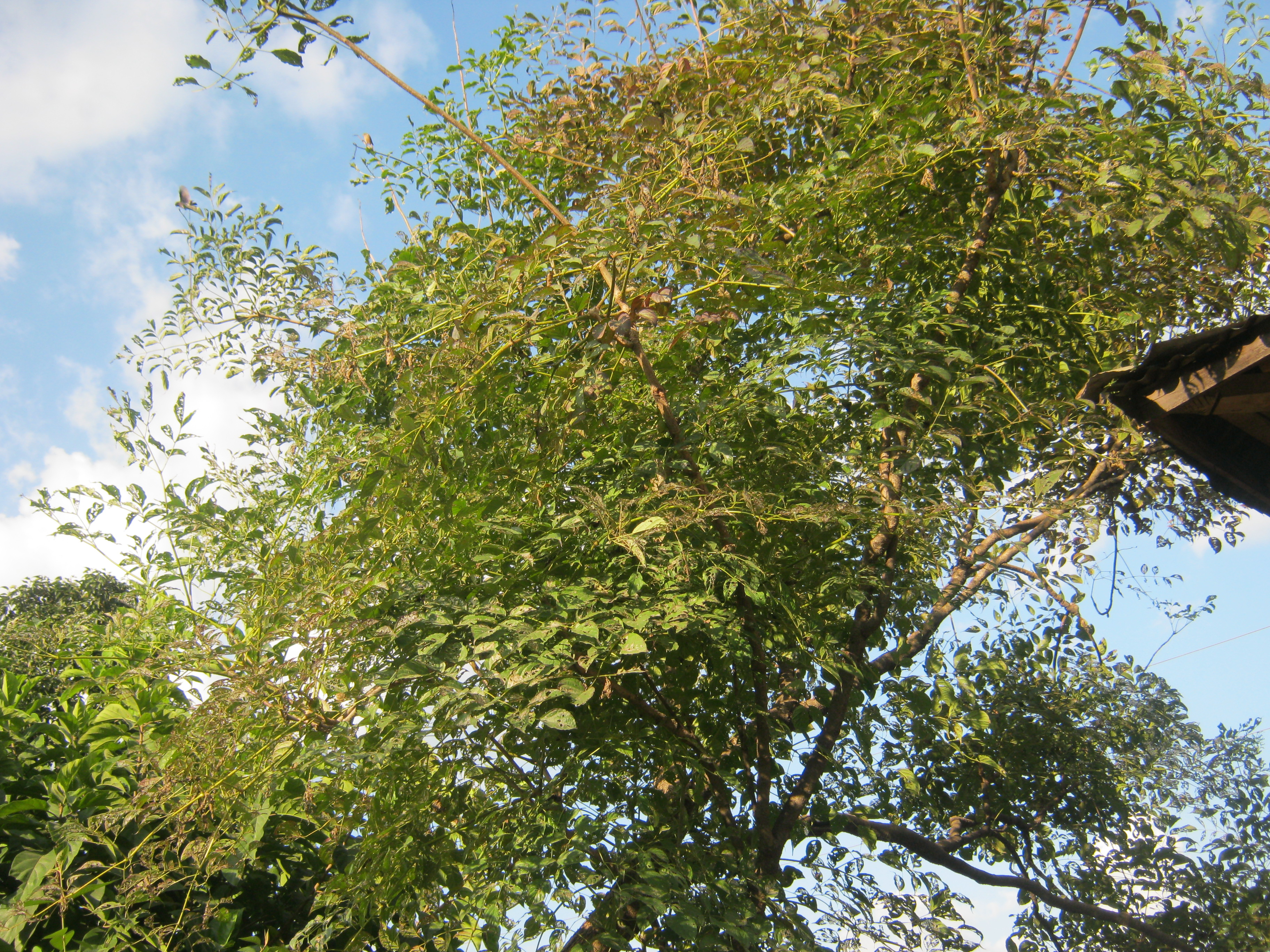
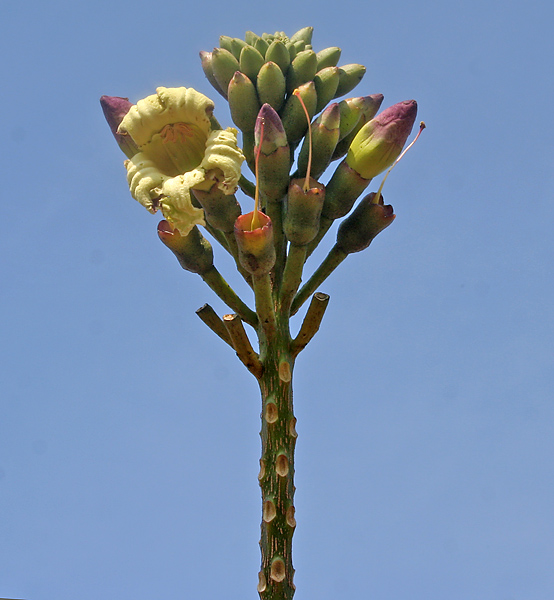
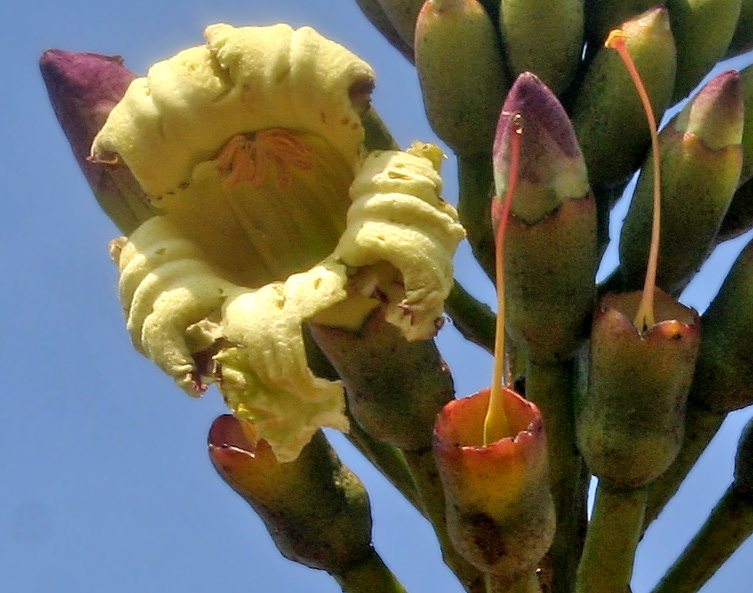
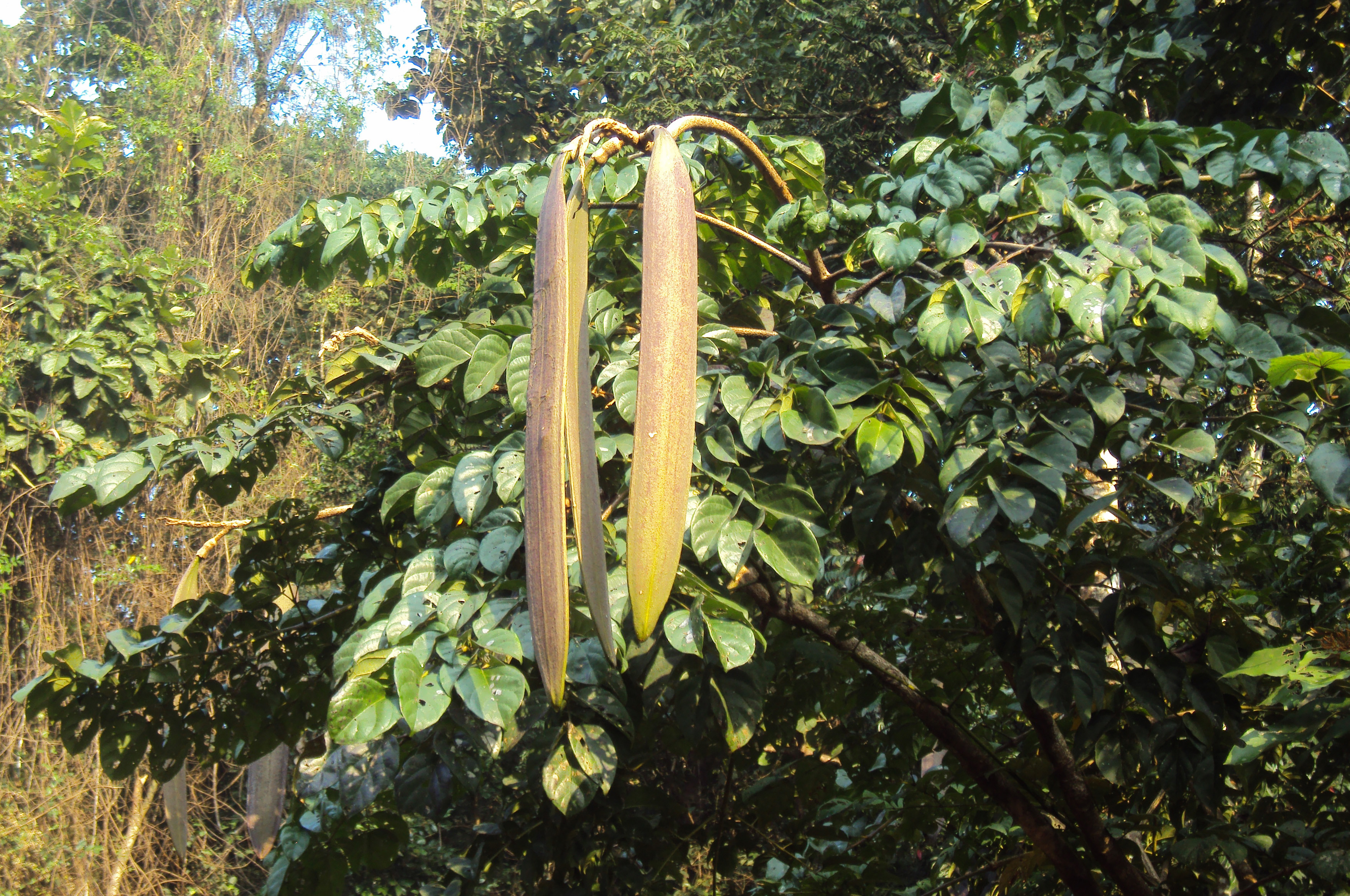
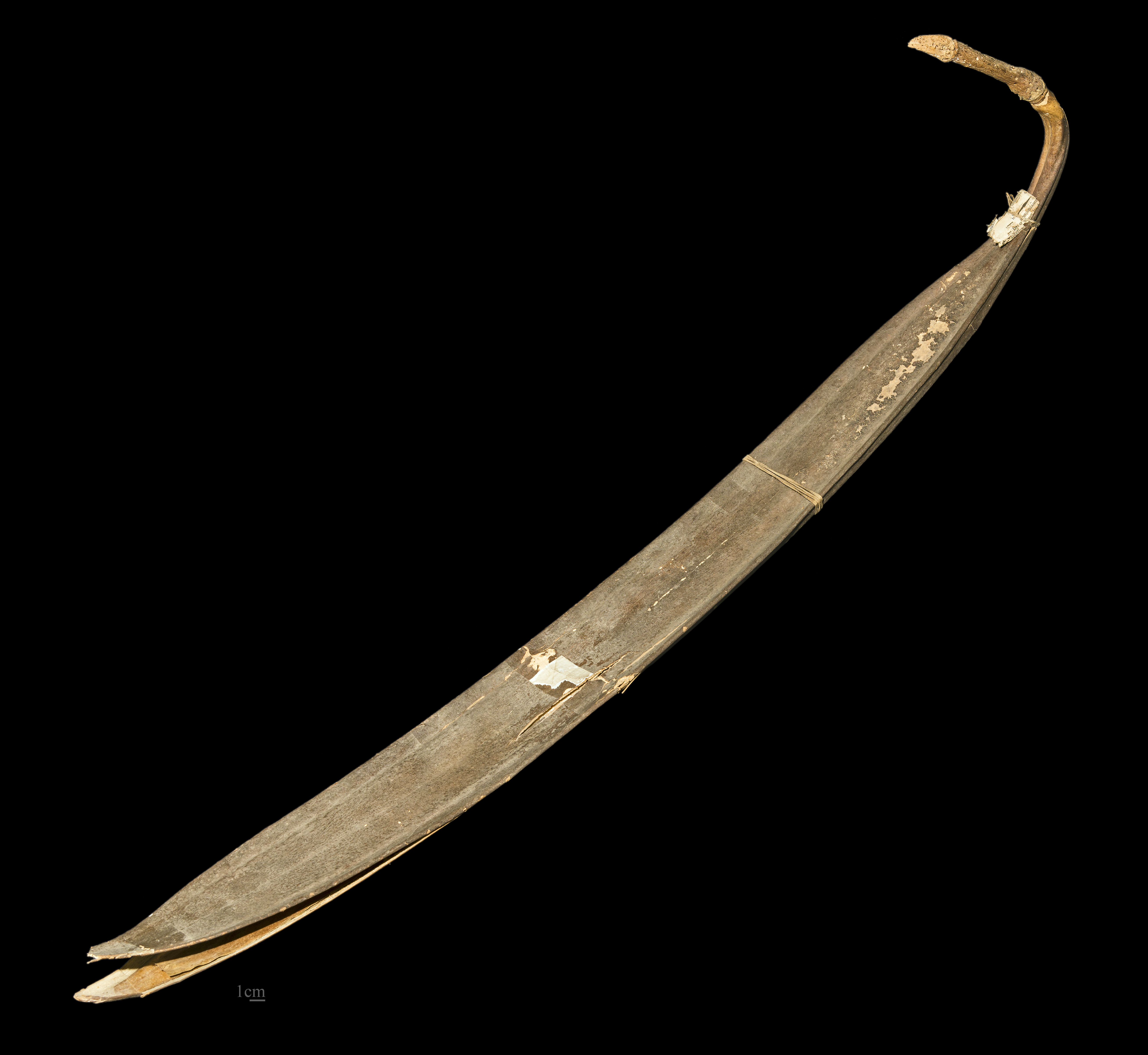

## 分布
分布在印度、柬埔寨、台湾岛、菲律宾、老挝、缅甸、越南、泰国、马来西亚、印度尼西亚以及中国大陆的贵州、广西、福建、广东、云南、四川等地，生长于海拔500米至900米的地区，常生于热带、公路边丛林中、亚热带低丘河谷密林、以及常单株生长，目前尚未由人工引种栽培。

## 别名
千张纸（植物名实图考），破故纸、毛鸦船（四川），王蝴蝶（贵州），千层纸、土黄柏（广西），兜铃（滇南本草），海船（四川，思茅，西双版纳），朝筒（思茅），“棵黄价”（广西壮族语），牛脚筒（海南）

## 延伸阅读
[在维基数据编辑]
 《植物名實圖考·千張紙》，出自吳其濬《植物名實圖考》

## 外部連結
- 木蝴蝶 Muhudie （页面存档备份，存于） 藥用植物圖像數據庫 (香港浸會大學中醫藥學院) （中文）（英文）
- 木蝴蝶 中藥材圖像數據庫  (香港浸會大學中醫藥學院) （中文）（英文）
- 木蝴蝶 Mu Hu Die （页面存档备份，存于） 中藥標本數據庫 (香港浸會大學中醫藥學院) （繁體中文）（英文）